# Střídání kódů
Střídání kódů (angl. „code-switching“) je sociolingvistický a psycholingvistický jev – chování mluvčích, které spočívá v přechodu z jednoho jazykového systému do druhého.
Jazyky tvoří ucelené systémy (kódy), sestávající ze slovní zásoby a souboru gramatických pravidel, na základě kterých fungují. Tyto kódy si musí mluvčí alespoň částečně osvojit, aby byl schopen v daných jazycích komunikovat.
Učení se jazykovým kódům se netýká pouze vztahu mateřský jazyk–cizí jazyk. Každý živý jazyk je totiž tvořen různými vrstvami (formami). Každá vrstva jazyka (nářečí, spisovný jazyk, slang apod.) tvoří samostatný, různě ucelený systém, mezi kterými mluvčí spontánně volí adekvátně společenské situaci. Každý z těchto kódů se mluvčí učí zvlášť (i když často současně). Prvním jazykem, který se dítě obvykle naučí, je nářečí, kterým mluví rodiče a nejbližší okolí. S vyššími vrstvami jazyka (spisovným jazykem) se setkává později ve sdělovacích prostředcích, zejména však ve škole, kde si musí tento kód osvojit jako svůj další jazyk. To je zřejmě hlavní důvod, proč lidé v běžné komunikaci používají převážně nářečí a hovorové formy jazyka, zatímco spisovný jazyk je vyhrazen pouze pro určité společensky významné situace.